# Tori Welles
Tori Welles (Valle de San Fernando, California; 17 de junio de 1967) es una actriz pornográfica estadounidense.
Intervino en películas porno aproximadamente desde 1988 a 1999, y también dirigió algunas de ellas a principios de los años 1990. Estuvo casada con el director porno Paul Norman, con quien tuvo dos hijos. En 1997 Norman publicó un vídeo privado casero del mismo y Welles, filmado después de su divorcio, llamado The Private Diary of Tori Welles. Welles se puso muy furiosa pero, como ella misma diría, no tenía forma legal de parar su distribución.
Welles es una ex contract performer de Vivid Entertainment, y hasta 2004 trabajó como jefe de ventas regional para Peach DVD, bajo el nombre de Brittania Paris.

## Premios
- 1990 AVN Award por Best New Starlet[4]
- 1991 FOXE Female Fan Favorite[5]
- AVN Hall of Fame[6]
- Legends of Erotica[7]
- XRCO Hall of Fame[8]

## Filmografía parcial
- Breast to Breast (2002)
- Tori Welles Does New York (1999)
- Shaved and Dangerous (1992)
- Maneaters (1991)
- Torrid Without a Cause 2 (1990)
- Tori Welles Is The Outlaw (1989)
- The Chameleon (1989)
- Butts Motel 2 (1989)
- Night Trips (1989)
- Scarlet Bride (1989)
- Offering (1988)